# Российско-немецкий дом (Москва)
Российско-немецкий дом — здание в Москве (Малая Пироговская ул., д. 5). Построено в 1911 году на деньги купца С. Т. Морозова, в дальнейшем неоднократно перестраивалось. Сейчас в здании размещаются различные организации, занимающиеся российско-немецким сотрудничеством.

## История
В 1886 году на Малой Трубецкой улице (ныне улица Усачёва) был построен Уваровский трамвайный парк конно-железных дорог. В 1911 году для него на деньги купца С. Т. Морозова было построено двухэтажное здание общежития кучеров. Вскоре парк был преобразован в трамвайное депо, в советское время носившее имя революционера И. И. Артамонова (ныне не существует).
В 1950-х годах здание общежития было надстроено двумя этажами. В 1997 году ЗАО «Ангфельд» проводило реконструкцию здания, в результате которой был надстроен последний пятый этаж. После окончания реконструкции здании разместился Российско-немецкий дом.
Торжественная церемония открытия Российско-немецкого дома состоялась в сентябре 1997 года в присутствии президента ФРГ Романа Херцога. Российско-немецкий дом находится под эгидой России и Германии, он призван укреплять российско-немецкое сотрудничество и помогать российским немцам. В здании размещаются редакция «Московской немецкой газеты», клуб изучения немецкого языка, культурный центр, офисы различных организаций российских немцев и другие учреждения.
В советское время дом был жилым, здесь жил художник-постановщик И. А. Шпинель.